# Pašin konak u Tuzli
Pašin konak, upravna zgrada u Tuzli iz osmanskog vremena. Kad je sredinom 19. stoljeća sjedište Zvorničkog sandžaka premješteno iz Zvornika u Tuzlu, u njoj je stolovao zvornički sandžak-beg. Nalazio se unutar utvrde Palanke, pored Džindijske kapije  koja je vodila ka Džindić mahali. Zgrada je bila prebivalište posljednjeg tuzlanskog paše iz 19. stoljeća. Ovdje je poslije sjedište imao veliki župan. U produžetku Pašina konaka bila je zgrada Kamenog suda sagrađenog od ostatka tuzlanske tvrđave 1868. ili 1871. godine. Na mjestu tog konaka poslije je bila Okružna pošta. Zbog tonjenja tla nema ni jedne ni druge zgrade.